# Skeneopsidae
Famille
Les Skeneopsidae sont une famille de mollusques marins de la classe des gastéropodes et de l'ordre des Littorinimorpha. 

## Liste des genres
Selon World Register of Marine Species (23 mars 2016) :
- genre Skeneopsis Iredale, 1915
- genre Starkeyna Iredale, 1930